# Protosiren

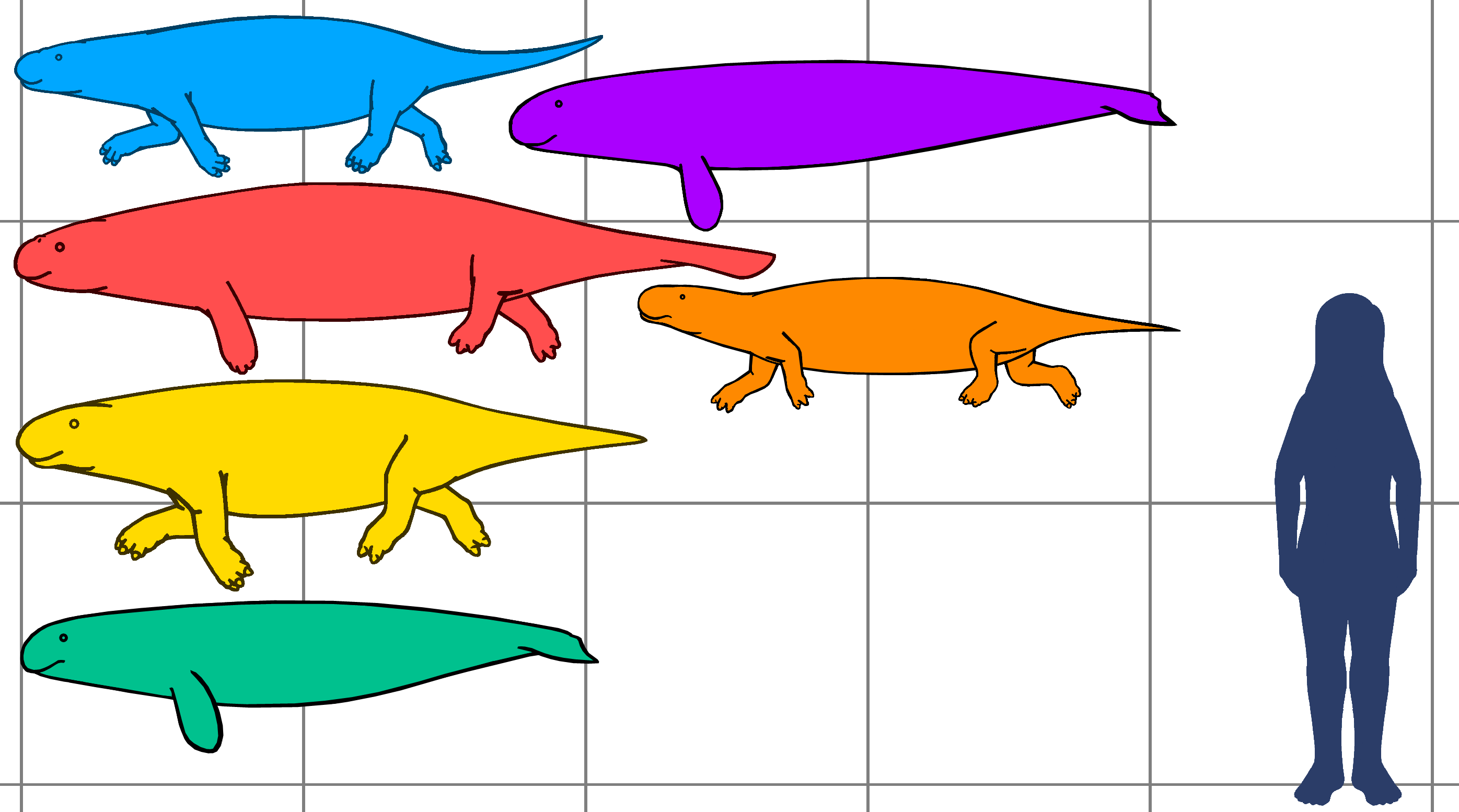
Розмір протосирена (червоний) порівняно з трьома іншими сиренськими таксонами еоцену та людиною.

Protosiren — вимерлий ранній рід ряду Сирен. Протосирен існував від лютетського до пріабонського етапів середнього еоцену. Скам'янілості були знайдені у таких віддалених місцях, як Сполучені Штати (Південна Кароліна, Північна Кароліна та Флорида), Африка (Єгипет), Європа (Франція, Німеччина й Угорщина) та Азія (Індія й Пакистан).
Наразі названо п'ять видів. З порівняльної анатомії та хронологічного порядку було припущено, що P. fraasi, P. sattaensis і P. smithae представляють лінію предка-нащадка. P. eothene є найдавнішим і найменшим видом.

## Екологія
Як і сучасні сирени (ламантин і дюгонь), протосирен, як вважають, харчувався морськими травами, а також прісноводними рослинами. На відміну від сучасних сирен, протосирен мав задні кінцівки. Хоча кінцівки були добре розвинені, вони були малими, а крижово-клубовий суглоб був слабким. Отже, вважається, що протосирен жив лише або в основному у воді, рідко виходячи на сушу. Є припущення, що він плавав за допомогою хвостової хвилі та використовував задні кінцівки, щоб повзати морським дном у прибережних місцях існування під час годування.